# Quinto Cecilio Metelo Baleárico
Quinto Cecilio Metelo Baleárico (en latín, Quintus Caecilius Q. f. Q. n. Metellus Balearicus) fue un político y militar de la República romana, hijo mayor de Quinto Cecilio Metelo Macedónico.

## Vida
Nació alrededor del año 170 a. C. Elegido cónsul en 123 a. C. junto con Tito Quinto Flaminíno, emprendió la conquista de las islas Baleares bajo el pretexto de ser un refugio de piratas. Según Tito Livio, tuvo que extender pieles sobre las cubiertas de sus naves para evitar el impacto de las piedras lanzadas por los honderos baleares. Tras una corta campaña incorporó las islas a la provincia de Hispania Citerior, por lo que, a su regreso de la Citerior en 121 a. C., obtuvo los honores de un triunfo y el agnomen ex virtute de Baleárico. 
Fundó las ciudades de Palma y Pollentia y las pobló con una colonia de 3000 romanos de iberia. Alcanzó la censura en 120 a. C. con Lucio Calpurnio Pisón Frugi como colega.

## Descendencia
Sus hijos fueron Quinto Cecilio Metelo Nepote y Cecilia Metela. Tradicionalmente se ha considerado también su hija la esposa de Apio Claudio Pulcro, Cecilia Metela, homónima de la anterior.